# رودولف غري
رودولف غري (بالإنجليزية: Rudolph Grey)‏ هو عازف قيثارة وكاتب أمريكي، ولد في القرن العشرين.

## وصلات خارجية
- رودولف غري على موقع IMDb (الإنجليزية)
- رودولف غري على موقع ميوزك برينز (الإنجليزية)
- رودولف غري على موقع أول ميوزيك (الإنجليزية)
- رودولف غري على موقع ديسكوغز (الإنجليزية)
- رودولف غري على موقع قاعدة بيانات الفيلم (الإنجليزية)